# James Bond 007: Everything or Nothing
James Bond 007: Everything or Nothing è un videogioco d'azione pubblicato in Europa il 5 dicembre 2003 per Game Boy Advance e il 27 febbraio 2004 per GameCube, PlayStation 2 e Xbox.

## Trama
L'agente James Bond, del SIS britannico, viene informato del rapimento di una professoressa universitaria, Katya Nadanova, per mano di un'organizzazione terroristica.
L'organizzazione terroristica è guidata da un ex-spia del KGB, Nikolai Diavolo, ora spietato criminale, che sta organizzando una vendetta personale verso 007 per la morte di Max Zorin, suo defunto mentore.
Aiutato da Serena St. Germaine, geologa americana, Bond ha un incarico delicato da eseguire: fermare Diavolo e i suoi tirapiedi prima che sia troppo tardi.
Dopo inseguimenti, corpo a corpo e sparatorie, la professoressa universitaria Katya Nadanova, salvata da Bond tempo prima, si rivela una traditrice e viene affrontata e neutralizzata da Bond, che in seguito elimina anche Diavolo, riuscendo poi a distruggere il missile che il terrorista voleva far esplodere su Londra.

## Modalità di gioco
Le missioni del gioco sono 27, di cui la seconda incentrata su un'esercitazione e la prima missione inizia quando 007 si reca in una base militare in cui Diavolo sta conducendo un affare sporco con un'altra organizzazione terroristica. Bond si traveste da sicario dell'associazione a delinquere per poi, una volta iniziata la sparatoria, smascherarsi e nascondersi dietro i ripari, e dopo diverse esplosioni, riuscire ad abbattere con un lanciarazzi l'elicottero nemico, e fuggire con un velivolo dopo aver distrutto la base avversaria. Il capitolo assomiglia molto al film "GoldenEye", quando Bond distrugge la base di Janus, il sindacato criminale guidato dall'ex collega Alec Trevelyan, appena eliminato, e fugge in elicottero con Natalya Simonova, bella programmatrice informatica che lo aveva aiutato a sgominare l'associazione terroristica.

## Critica
Il gioco ha ricevuto giudizi generalmente positivi dalla critica: ad esempio, GameSpot ha assegnato al gioco il voto di 8,8 su 10. Invece GameInformer ha giudicato l'opera di EA con il punteggio di 8,5 su 10, leggermente meno di GameSpot. La storia è ritenuta ben orchestrata, tra combattimenti corpo a corpo, inseguimenti in auto e scontri a fuoco, e la grafica sembra essere una delle migliori nella serie videoludica di 007.

## Doppiaggio
- James Bond (Pierce Brosnan)
- Nikolai Diavolo (Willem Dafoe)
- Dottoressa Katya Nadanova (Heidi Klum)

## Bond Girls del gioco
- Katya Nadanova (professoressa universitaria)
- Serena St. Germaine (geologa)